# Annette Edmondson
Annette Edmondson, née le 12 décembre 1991 à Adélaïde est une coureuse cycliste australienne, active entre 2007 et 2021. Spécialiste de la piste, elle compte dix médailles aux mondiaux sur piste, dont trois titres sur l'omnium en 2015 et la poursuite par équipes en 2015 (avec Ashlee Ankudinoff, Amy Cure et Melissa Hoskins) et en 2019 (avec Ashlee Ankudinoff, Amy Cure, Georgia Baker et Alexandra Manly). Elle a également remporté deux médailles d'or aux Jeux du Commonwealth et une médaille de bronze sur l'omnium aux Jeux olympiques de 2012.

## Biographie

### Enfance
Annette Edmondson est née à Adélaïde, mais en raison de la carrière de ses parents au sein de la Royal Dutch Shell, elle passe la première partie de son enfance en Malaisie, à Oman et aux Pays-Bas. Cependant, à six ans, sa famille retourne vivre à la terre natale de son père en Australie.
Elle fréquente l'école primaire Victor Harbor, au sud d'Adélaïde, en Australie du Sud, passant ensuite à la St John's Grammar School dans Adelaide Hills où elle participe à de  nombreuses activités, notamment le football et l'athlétisme.

### Carrière
À 13 ans, l'Institut des sports d'Australie du Sud visite son école et elle est identifiée comme ayant les attributs physiques pour faire une carrière dans le cyclisme. Après une année dans le Talent Search Program, sa première victoire majeure intervient en 2006 aux championnats national sur piste cadets (moins de 17 ans) où elle gagne deux médailles de bronze sur le 500 mètres et en vitesse individuelle. À partir de là, elle commence à se spécialiser dans les épreuves de sprint et remporte des compétitions de sprint au niveau national et continental chez les juniors (moins de 19 ans).
En 2010, elle participe à ses premiers championnat d'Australie sur piste élite et remporte les médailles d'argent en vitesse par équipes, keirin et 500 mètres, ainsi que le bronze en vitesse individuelle.
Cependant, elle commence petit à petit à perdre de l'intérêt dans le sport et prend une pause dans sa carrière. En dépit de son doute, elle reprend l'entraînement quatre mois plus tard, mais souhaite un changement pour retrouver la motivation. Elle choisit donc de quitter les épreuves de sprint pour se concentrer les épreuves d'endurance. En 2011, huit mois plus tard, ce changement est couronné de succès, puisqu'elle devient championne d'Australie de l'omnium et du scratch.
Elle est sélectionnée pour ses premiers championnats du monde en 2012, à domicile, à Melbourne. Elle remporte deux médailles d'argent sur deux épreuves olympiques : l'omnium et la poursuite par équipes. Ces résultats contribuent à lui assurer une place dans l'équipe olympique australienne de 2012.
Lors des Jeux de Londres, elle participe à ces deux épreuves sur piste. En poursuite par équipe, l'équipe australienne obtient la quatrième place, manquant de peu la médaille de bronze. Sur l'omnium qui consiste en six épreuves individuelles (combinant des compétitions d'endurance et de vitesse), elle remporte la médaille de bronze, grâce ses qualités en endurance et en sprint.
Après les Jeux olympiques, en 2013, elle signe un contrat professionnel sur route avec Orica-AIS. Pour sa première saison avec l'équipe, elle décroche une victoire importante en remportant le classement général du Tour of Chongming Island. Avec ses coéquipières, elle est médaillée de bronze au championnat du monde du contre-la-montre par équipes à Florence, en Italie.
Aux Jeux du Commonwealth 2014 à Glasgow, elle obtient la médaille d'argent en poursuite individuelle, puis la médaille d'or en scratch devant sa compatriote Amy Cure. En fin de saison, elle est sur route, médaillée d'argent au championnat du monde du contre-la-montre par équipes.
Le 22 octobre 2014, Wiggle-Honda annonce son recrutement pour la saison 2015.
Aux mondiaux sur piste 2015 de Saint-Quentin-en-Yvelines, elle gagne deux titres : en poursuite par équipes et en omnium. Dans la première épreuve, l'équipe d'Australie réalise le meilleur temps des qualifications, puis bat facile la Nouvelle-Zélande en demi-finale. Elle domine la Grande-Bretagne en finale et établit un nouveau record du monde. En omnium, elle est cinquième du scratch, deuxième de la poursuite individuelle, septième de l'élimination, première du 500 mètres, première du tour lancé et quatrième de la course aux points. Au classement général, elle compte 192 points contre 176 pour Laura Trott. La même année, sur la Route de France, elle est quatrième du prologue. Elle se fait coiffer d'un fil par Lucy Garner lors de l'arrivée au sprint de la première étape. Elle emmène avec succès le lendemain le sprint de Giorgia Bronzini, qui remporte l'étape. Annette Edmondson est deuxième du sprint massif de la quatrième étape.
En 2016, elle est sélectionnée pour participer aux Jeux olympiques de Rio de Janeiro. Elle termine huitième de l'omnium et cinquième de la poursuite par équipes avec Georgia Baker, Ashlee Ankudinoff et Amy Cure.
En 2017, elle remporte au sprint la Pajot Hills Classic. Au BeNe Ladies Tour, Annette Edmondson remporte le prologue. Elle se classe troisième de l'étape 2a. Au classement général final, elle est troisième. En 2018, elle est double champion d'Océanie sur piste et remporte la poursuite par équipes aux Jeux du Commonwealth avec Ashlee Ankudinoff, Amy Cure et Alexandra Manly. En 2019, elle remporte l'omnium lors de la manche de Coupe du monde à Cambridge. Aux mondiaux de la même année à Pruszków, en Pologne, elle devient championne du monde de poursuite par équipes avec Ankudinoff, Baker, Cure et Manly.
En août 2021, elle participe aux Jeux olympiques de Tokyo, où elle se classe 5e de la poursuite par équipes, 7e de la course à l'américaine et 12e de l'omnium. Le 4 décembre 2021, à 29 ans, elle arrête sa carrière à l'issue de la dernière manche de la Ligue des champions sur piste à Londres.

## Vie personnelle
Depuis son plus jeune âge, Annette Edmondson est très impliquée dans les associations luttant contre la pauvreté. En 2007, son travail est reconnue et elle est Make Indigenous Poverty History Youth Ambassador for South Australia. Depuis, elle fait des visites personnelles comme bénévole dans les zones défavorisées, notamment dans les parties les plus pauvres de l'Indonésie. Elle parle couramment l'indonésien.
Annette Edmondson a deux frères, dont Alex Edmondson qui est également membre de l'équipe de cyclisme sur piste australienne.

## Palmarès sur piste

### Jeux olympiques
| Édition / Épreuve | Poursuite par équipes | Américaine | Omnium |
| Londres 2012      | 4e                    |            | Bronze |
| Rio 2016          | 5e                    |            | 8e     |
| Tokyo 2020        | 5e                    | 7e         | 12e    |

### Championnats du monde
| Édition / Épreuve              | Keirin | Vitesse individuelle | Poursuite individuelle | Poursuite par équipes | Omnium |
| Le Cap 2008 (juniors)          |        | Argent               |                        |                       |        |
| Moscou 2009 (juniors)          | Bronze |                      |                        |                       |        |
| Melbourne 2012                 |        |                      |                        | Argent                | Argent |
| Minsk 2013                     |        |                      | Bronze                 | Argent                | Bronze |
| Cali 2014                      |        |                      |                        | Bronze                | Bronze |
| Saint-Quentin-en-Yvelines 2015 |        |                      |                        | Or                    | Or     |
| Londres 2016                   |        |                      |                        | 5e                    | 5e     |
| Pruszków 2019                  |        |                      |                        | Or                    | 5e     |
| Berlin 2020                    |        |                      |                        | 5e                    |        |

### Coupe du monde
- 2011-2012
  - 2e de l'omnium à Londres
  - 3e de la poursuite par équipes à Londres
- 2013-2014
  - 3e de la poursuite par équipes à Manchester
- 2015-2016
  - 2e de l'omnium à Cambridge
- 2018-2019
  - 1re de l'omnium à Cambridge
  - 2e de la poursuite par équipes à Berlin
  - 2e de l'américaine à Londres
- 2019-2020
  - 1re de l'américaine à Glasgow (avec Georgia Baker)
  - 1re de l'américaine à Brisbane (avec Georgia Baker)
  - 1re de la poursuite par équipes à Brisbane (avec Georgia Baker, Ashlee Ankudinoff, Maeve Plouffe et Alexandra Manly)
  - 2e de la poursuite par équipes à Cambridge
  - 3e de l'omnium à Glasgow

### Ligue des champions
- 2021
  - 3e de l'élimination à Londres

### Jeux du Commonwealth
| Édition / Épreuve | Poursuite individuelle | Poursuite par équipes               | Scratch |
| Glasgow 2014      | Argent                 |                                     | Or      |
| Gold Coast 2018   | Bronze                 | Or (avec Manly, Ankudinoff et Cure) |         |

### Championnats d'Océanie
Disciplines du sprint
| Édition / Épreuve | 500 mètres | Keirin | Vitesse individuelle | Vitesse par équipes      |
| 2007              |            | Bronze |                      |                          |
| 2008              |            | 4e     |                      | Bronze                   |
| 2009              | Or         | Bronze | Bronze               | Or (avec Emily Rosemond) |

Disciplines d'endurance
| Édition / Épreuve | Poursuite individuelle | Poursuite par équipes                                    | Course aux points | Scratch | Américaine         | Omnium |
| 2010              |                        |                                                          | 10e               | Bronze  |                    | 7e     |
| 2012              |                        | Or (avec Ashlee Ankudinoff et Isabella King)             |                   |         |                    | Or     |
| 2013              |                        | Argent                                                   | Or                |         |                    | Or     |
| 2014              | Or                     |                                                          |                   |         |                    | Or     |
| 2016              |                        | Or (avec Amy Cure, Ashlee Ankudinoff et Alexandra Manly) |                   | 4e      | Or (avec Amy Cure) |        |
| Adélaïde 2018     |                        |                                                          | 4e                | Argent  | Argent             | Argent |

### Championnats nationaux
- Championne d'Australie de course aux points en 2012, 2013, 2014 et 2016
- Championne d'Australie de l'omnium en 2011 et 2013
- Championne d'Australie de scratch en 2011, 2013, 2014 et 2016
- Championne d'Australie de poursuite en 2012 et 2013
- Championne d'Australie de poursuite par équipes en 2018

## Palmarès sur route
- 2013
  - Tour of Chongming Island :
    - Classement général
    - 3e étape

  - 4e étape du Lotto Belisol Belgium Tour
  -  Médaillée de bronze au championnat du monde du contre-la-montre par équipes
- 2014
  -  Médaillée d'argent au championnat du monde du contre-la-montre par équipes
- 2017
  - Pajot Hills Classic
  - Prologue du BeNe Ladies Tour
- 2018
  - 1re étape du Santos Women's Tour
- 2021
  -  Championne d'Australie du critérium

### Classements mondiaux
| Année                                 | 2011 | 2012 | 2013 | 2014 | 2015 | 2016 | 2017 | 2018 | 2019 |
| ------------------------------------- | ---- | ---- | ---- | ---- | ---- | ---- | ---- | ---- | ---- |
| Classement UCI                        | 167e | nc   | 48e  | 386e | 112e | 293e | 54e  | 161e | 278e |
| UCI World Tour                        |      |      |      |      |      | nc   | 60e  | 88e  | nc   |
|                                       |      |      |      |      |      |      |      |      |      |
| Légende : nc = non classéSource : UCI |      |      |      |      |      |      |      |      |      |